# Scirpus cyperinus
Scirpus cyperinus är en halvgräsart som först beskrevs av Carl von Linné, och fick sitt nu gällande namn av Carl Sigismund Kunth. Scirpus cyperinus ingår i släktet skogssävssläktet, och familjen halvgräs. Inga underarter finns listade i Catalogue of Life.

## Bildgalleri

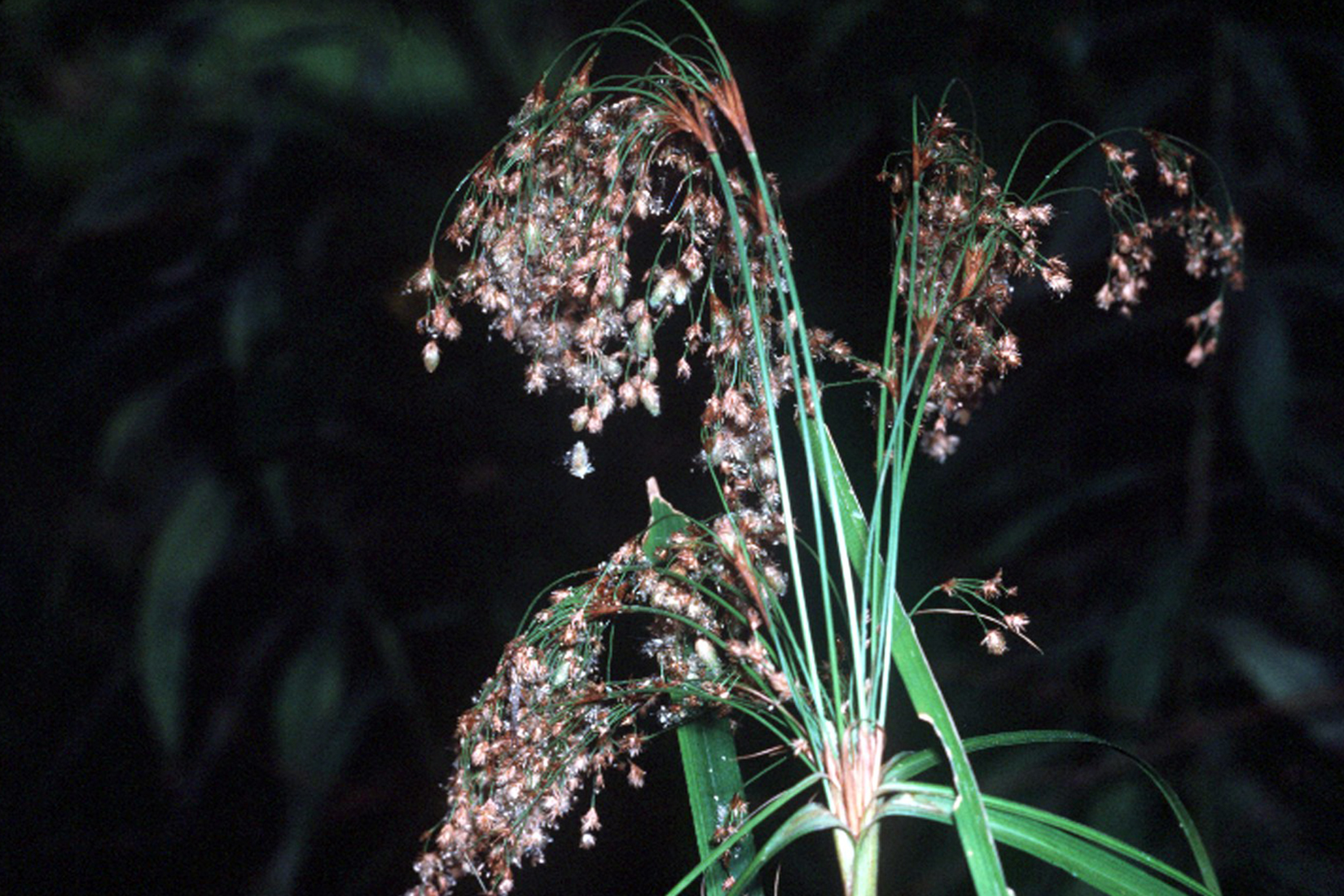
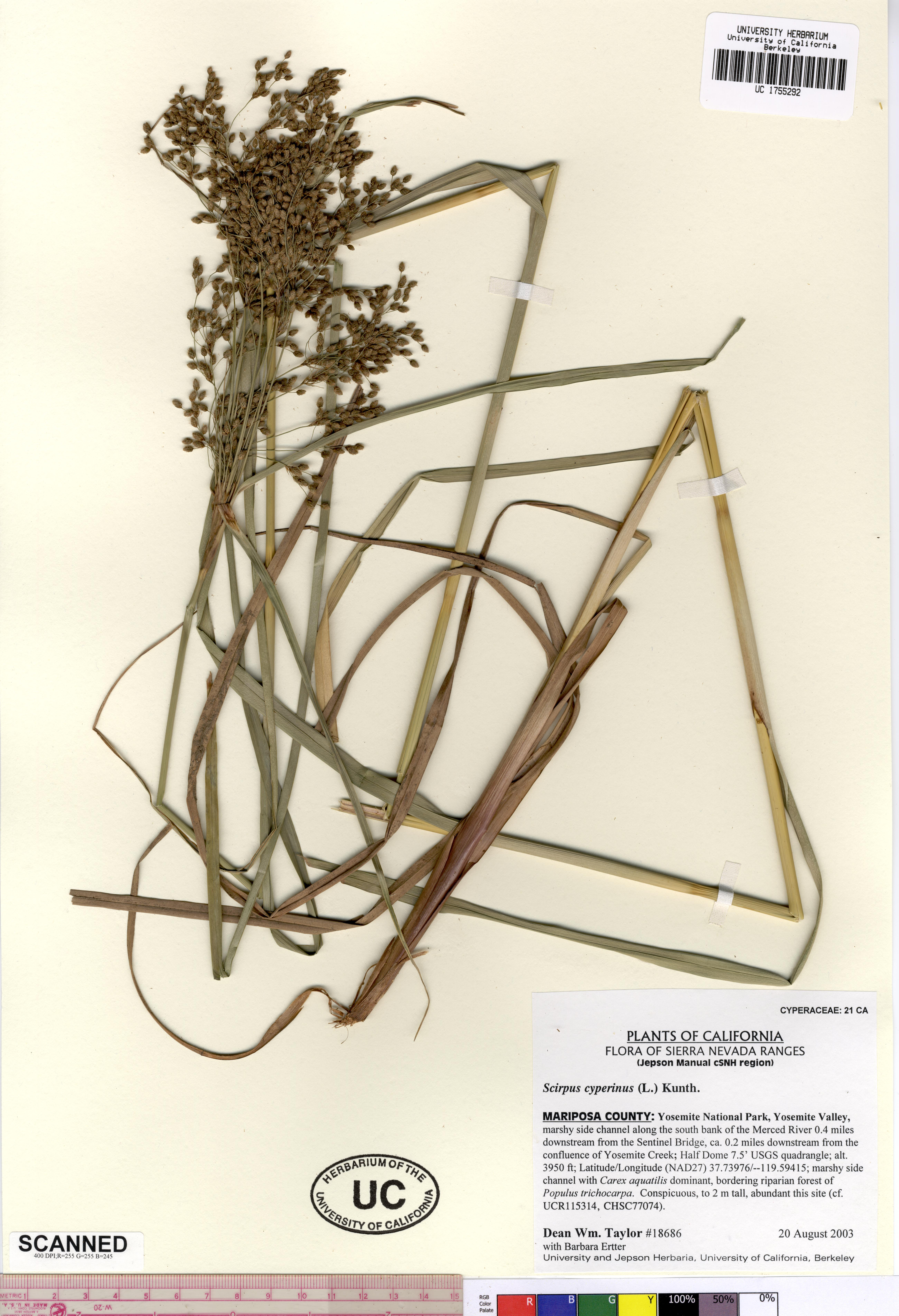
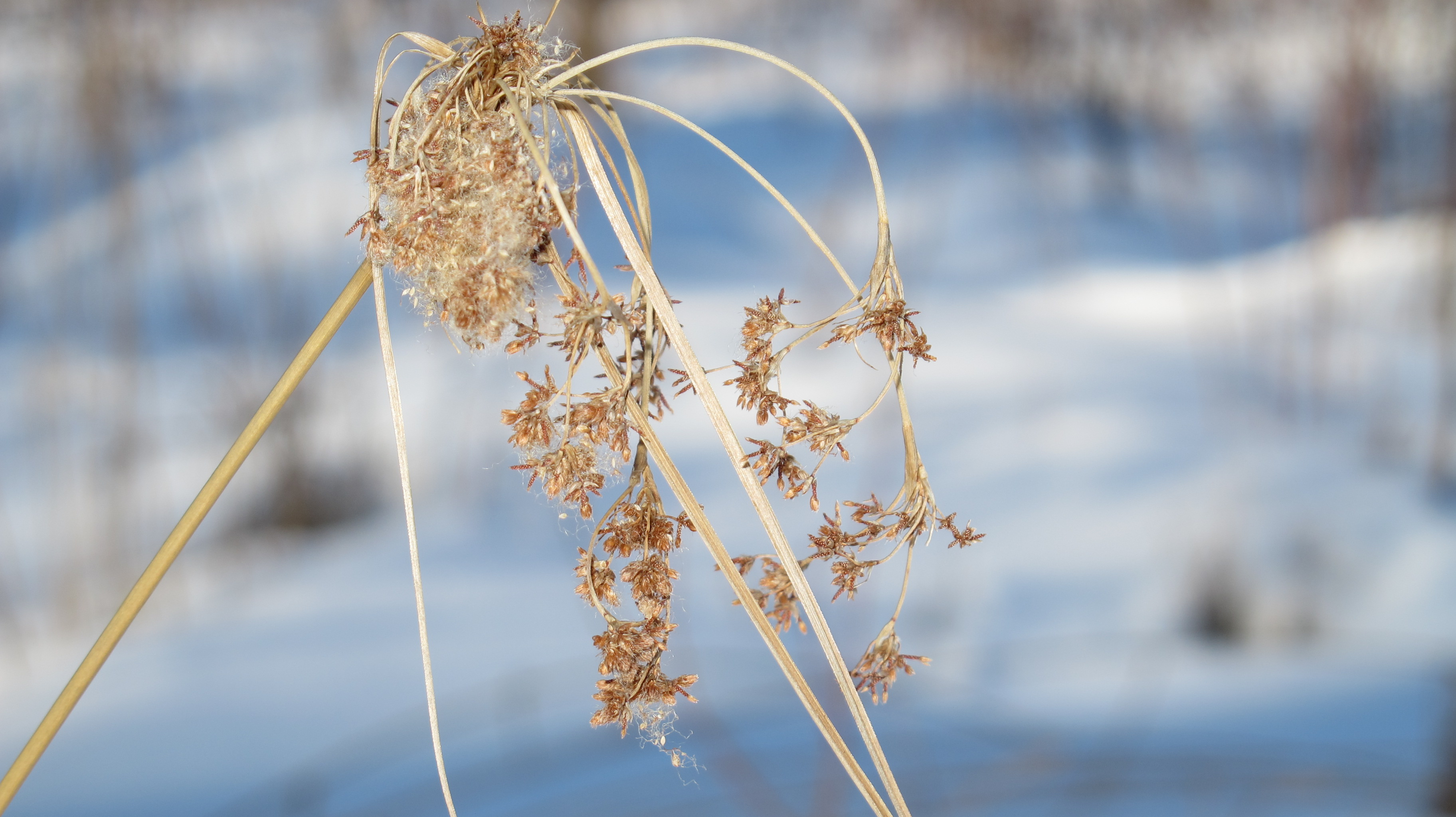